# Epfig
Epfig é uma comuna francesa na região administrativa de Grande Leste, no departamento Baixo Reno. Estende-se por uma área de 21,91 km². Em 2010 a comuna tinha 2 333 habitantes (densidade: 106,5 hab./km²).